# Прусська військова академія
52°31′03″ пн. ш. 13°22′53″ сх. д. / 52.51759722° пн. ш. 13.38125833° сх. д.

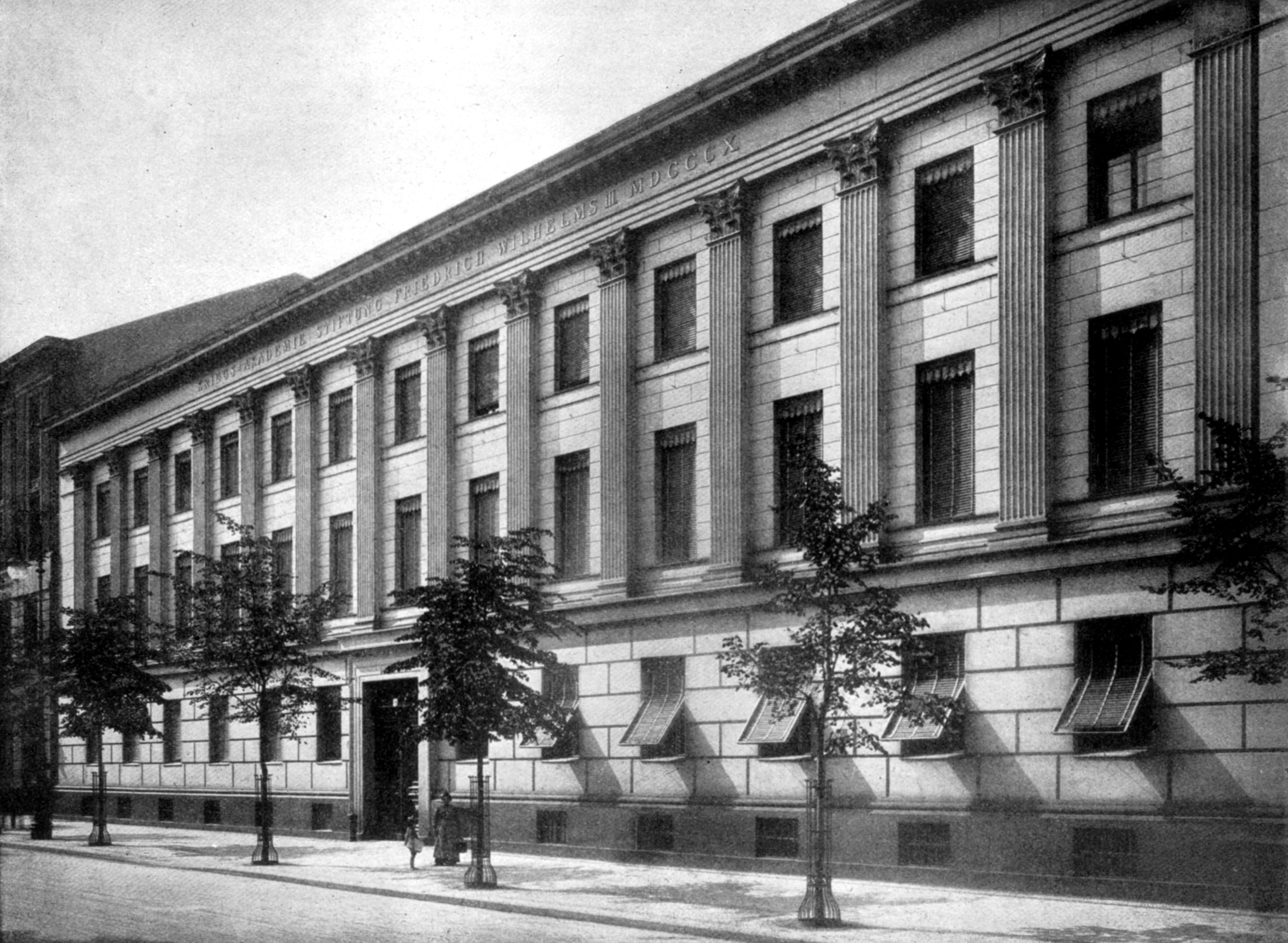
Споруда Пруської військової академії. Архітектор — Карл Фрідріх Шинкель.

Прусська військова академія; Прусський штабний коледж, Прусський військовий коледж; Берлінська військова академія (нім. Preußische Kriegsakademie) — військова академія Пруссії, а потім Німеччини, що діяла в 1810–1915 роках. Розташовувалася в м. Берліні — Ліхтерфельде, на вулиці Унтер-ден-Лінден № 74.
На початках у 1801 р. це була «Академія молодих офіцерів піхоти та кавалерії» (нім. Akademie für junge Offiziere der Infanterie und Kavallerie), що пізніше стала відома як «Загальна військова школа» (нім. Allgemeine Kriegsschule). Цей навчальний заклад офіційно був заснований Герхардом фон Шарнхорстом у м. Берліні 15 жовтня 1810 р. як один з трьох офіцерських коледжів. Його будівля була розроблена Карлом Фрідріхом Шинкелем, коли це була Об'єднана артилерійська та інженерна школа.
Призначення академії — давати вищу військову освіту офіцерам всіх родів військ. Навчання тривало три роки. Число учнів — близько 400. Вступати в академію мали право всі офіцери, які прослужили в армії більше 3 років. Всі іспити — письмові.
Навчання в цьому закладі персоналу було обов'язковою умовою для призначення у Генеральний штаб Пруссії (пізніше до Генерального штабу Німеччини). Карл фон Клаузевіц був одним з перших учнів цієї академії у 1801 році (до моменту перейменування), в той час як інші учасники включали польових маршалів фон Штайнмеця, фон Мольтке, фон Блюменталя в 1820-х і 1830-х роках.
Ернст Еміль фон Лоренц, який служив командувачем армії Сполучених Штатів Америки у 1889 р., був випускником цього навчального закладу, а також — полковник армії США Альберт Коаді Ведемеєр, який служив під час Другої світової війни.

## Директори
- Карл фон Клаузевіц (1818—1831)
- Йоганн Георг Еміль фон Браузе (1834—1836)
- Отто Август Рюлє фон Лілієнштерн (1837—1847)
- Карл Ліцман (1902—1905)
- Куно Арндт фон Штойбен (1913—1914)